# IDEWE
Groep IDEWE bestaat uit IDEWE vzw en IBEVE vzw. IDEWE is een externe dienst voor preventie en bescherming op het werk. De core business van IBEVE is expertise in milieu en veiligheid.

## Organisatie
Groep IDEWE bestaat uit IDEWE, externe dienst voor preventie en bescherming op het werk, en uit IBEVE, experten in milieu en veiligheid. 
Al meer dan 50 jaar ondersteunen en adviseren de bijna 1.000 experten ongeveer 35.000 werkgevers en 860.000 werknemers bij het opzetten van een gezonde en veilige werkomgeving. IDEWE heeft klanten in verschillende sectoren: zowel in de industriële als in de dienstensector, in de openbare als in de privésector.
Het hoofdkantoor ligt in het Researchpark in Haasrode (Leuven), daarnaast zijn er 11 regiokantoren (Antwerpen, Brussel, Charleroi, Gent, Hasselt, Leuven, Luik, Mechelen, Namen, Roeselare, Turnhout) en meer dan 200 vaste en mobiele medische centra over heel België.

## Dienstverlening
Als externe dienst biedt IDEWE een breed aanbod aan diensten om bedrijven te ondersteunen bij het beheer van arbeidsveiligheid en gezondheid. IDEWE zet in op gezonde werknemers, die veilig aan de slag gaan in een optimale werkomgeving, ondersteund door de juiste kennis en tools. 
De dienstverlening van Groep IDEWE is wetenschappelijk onderbouwd. IDEWE werkt samen met verschillende onderzoeksinstellingen, overheidsinstanties en bedrijven om het welzijn van werknemers op nationaal en regionaal niveau te bevorderen.
IDEWE werkt vanuit verschillende disciplines, volgens de welzijnswetgeving in de Codex over het welzijn op het werk.
- Arbeidsveiligheid (risicobeheersing, …)
- Arbeidsgeneeskunde (medische onderzoeken, gezondheidspromotie, …)
- Ergonomie
- Psychosociaal welzijn
- Arbeidshygiëne (asbest, legionella, …)
- Milieu

Via de IDEWE Academy biedt IDEWE ook opleidingen aan over welzijn op het werk, zoals opleidingen EHBO, preventieadviseur en vertrouwenspersoon.

## Certificeringen
Het kwaliteitsmanagementsysteem van IDEWE beantwoordt aan de vereisten van ISO 9001: 2015.